# Ziggy Stardust
Ziggy Stardust — песня Дэвида Боуи с альбома The Rise and Fall of Ziggy Stardust and the Spiders from Mars. Песня занимает 282-е место в списке 500 величайших песен всех времён по версии журнала Rolling Stone. Британский журнал New Musical Express включил данную композицию в свой список «500 величайших песен всех времён», разместив её в нём на 480-й позиции.
Среди авторов каверов к песне — группа Bauhaus, выпустившая песню как свой 8 сингл в октябре 1982 года и достигнувшая с ней 15 места в UK Singles Chart.
Песня рассказывает основную историю Зигги. В ней начинается его деградация, он решает распустить The Spiders from Mars из-за своего возросшего эго. В песне присутствуют ссылки на Джимми Хендрикса — «играет левой рукой».